# Hrabstwo Fulton (Ohio)
Hrabstwo Fulton (ang. Fulton County) – hrabstwo w stanie Ohio w Stanach Zjednoczonych. Obszar całkowity hrabstwa obejmuje powierzchnię 407,32 mil2 (1054,96319005 km²). Według danych z 2010 r. hrabstwo miało 42698 mieszkańców. Hrabstwo powstało 1 kwietnia 1850 roku i nosi imię Roberta Fultona – amerykańskiego wynalazcy i konstruktora statku parowego.

## Sąsiednie hrabstwa
- Hrabstwo Lenawee (Michigan) (północ)
- Hrabstwo Lucas (wschód)
- Hrabstwo Henry (południe)
- Hrabstwo Williams (zachód)
- Hrabstwo Hillsdale (Michigan) (północny zachód)

## Miasta
- Wauseon

## CDP
- Pettisville
- Tedrow

## Wioski
- Archbold
- Delta
- Fayette
- Lyons
- Metamora
- Swanton